# Kelso (California)
Kelso è una città fantasma e una non più attiva stazione della ferrovia all'interno della Mojave National Preserve nel Deserto del Mojave (Contea di San Bernardino, California). La città prese il nome da quello di un lavoratore impiegato nella ferrovia che vinse in una gara la possibilità di dare alla città il proprio nome.
Da semplice stazione ferroviaria negli anni '20, grazie alle miniere di Borace e di Ferro, Kelso divenne rapidamente negli anni '40 una città con più di 2000 residenti. Oro ed Argento furono anche scoperti nelle colline vicine di quello che venne conosciuto come il distretto di Kelso. La città tuttavia si svuotò dopo circa un decennio con la chiusura delle miniere.
Kelso fu la base operativa della Los Angeles and Salt Lake Railroad compagnia ferroviaria che oggi fa parte della Union Pacific Railroad. Nella stazione i treni venivano agganciati a locomotive di supporto che aiutavano il treno principale nel superare le ripide e vicine montagne denominate Cima Hill.
Inoltre la distanza tra Las Vegas e la connessione con la linea di Santa Fe a Daggett era troppo elevata per i treni privi di una carrozza ristorante, per cui Kelso era anche una comoda fermata dove potersi ristorare. 

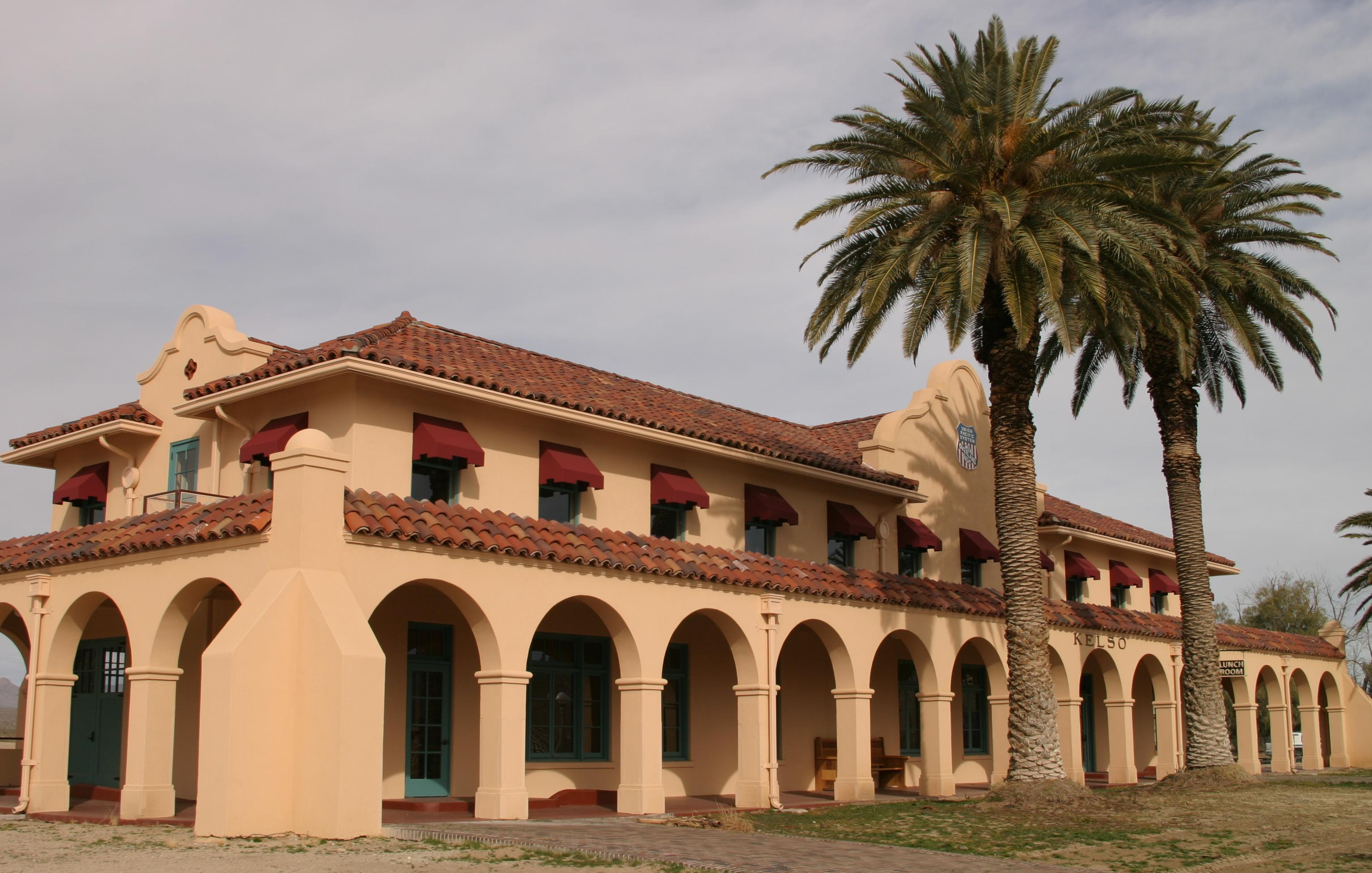
Il Kelso railroad depot dopo il restauro.

Nel 1923, per questo motivo, venne costruito ad uso ristorante un edificio oggi storico in stile Spanish California Mission denominato Kelso Depot, Restaurant and Employees Hotel. L'edificio, dotato di Telegrafo e di sala d'aspetto, rimase attivo fino al 1986. Nel 2005 venne restaurato e riaperto al pubblico come visitor center della Mojave National Preserve.
Negli anni '70 Kelso era conosciuta come la città senza la televisione perché il segnale televisivo non riusciva a raggiungere la zona a causa della sua remota posizione.
A Nord di Kelso si trovano le Kelso Mountains, a Sud-Ovest le dune di sabbia dette Kelso Dunes. L'intera area è all'interno della Mojave National Preserve.